# Llengua de signes espanyola

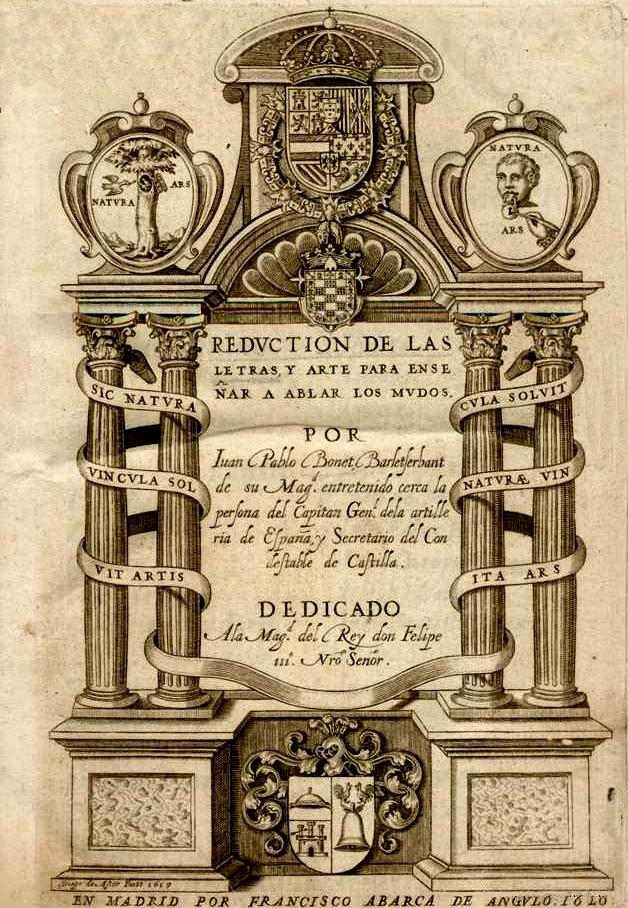
Reduction de las letras y Arte para enseñar á ablar los Mudos (1620), de Juan Pablo Bonet

Llengua de signes espanyola (LSE) és la llengua gestual, o llengua de signes, que utilitzen principalment els sords espanyols i persones que viuen o es relacionen amb ells. Tot i que no hi ha estadístiques plenament fiables, es calcula que compta amb més de 100000 usuaris signants, per als quals un 20 o 30% és la seva segona llengua. Està reconeguda legalment des 2007.
Des d'un punt de vista estrictament lingüístic, la LSE es refereix a una varietat de llengua de signes emprada en una extensa àrea central-interior de la península Ibèrica, tenint com a epicentre cultural i lingüístic la ciutat de Madrid, amb modalitats pròpies en algunes àrees radicades a Astúries, Aragó, Múrcia, àrees d'Andalusia Occidental (Sevilla, per exemple) i al voltant de la província de Burgos.
Actualment, a Espanya, segons la Confederación Estatal de Personas Sordas (CNLSE), només són reconegudes dues llengües de signes: la llengua de signes espanyola i la llengua de signes catalana.